# Vlaamse mode

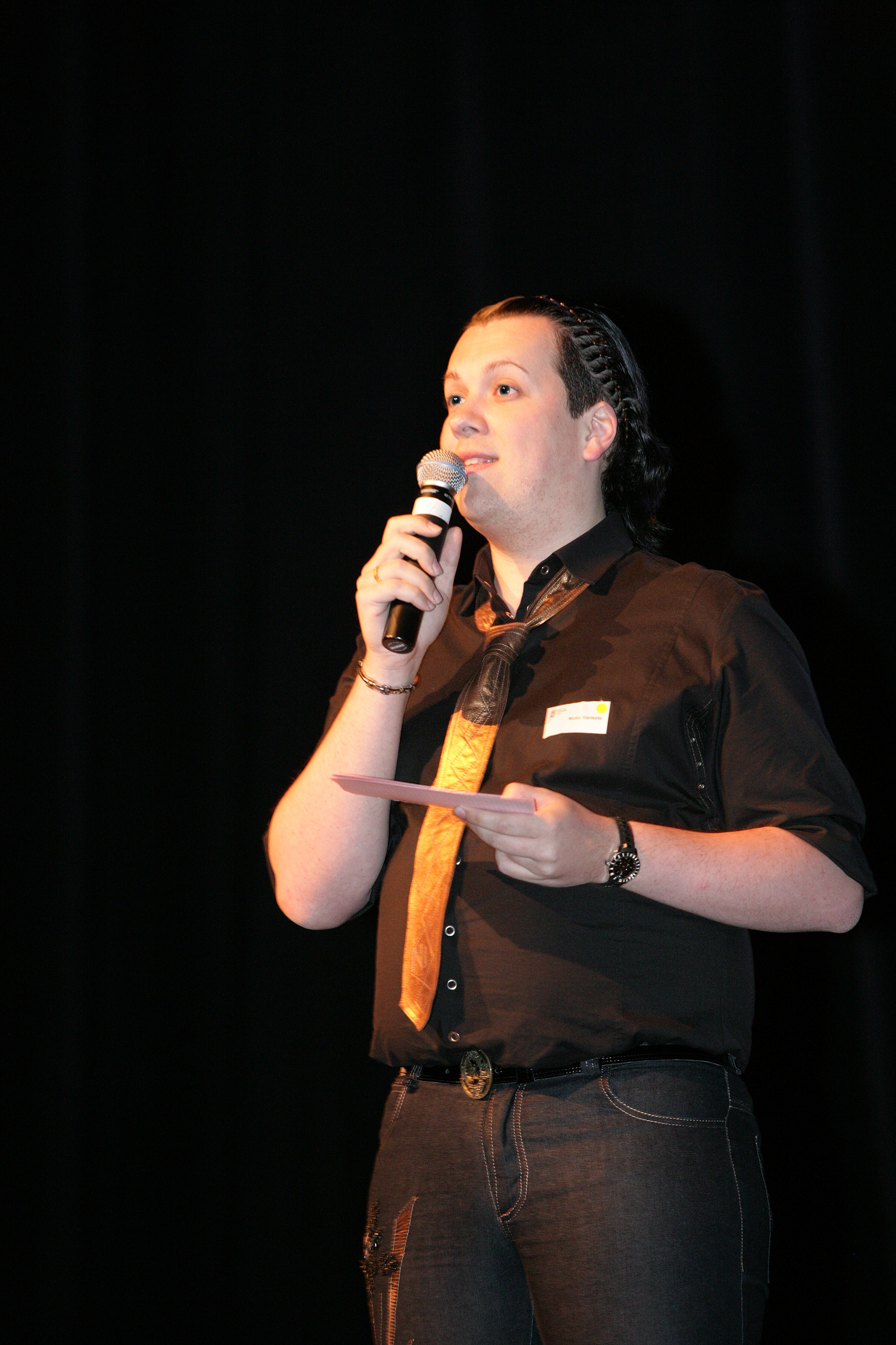
Modeontwerper Nicky Vankets op 27 mei 2009

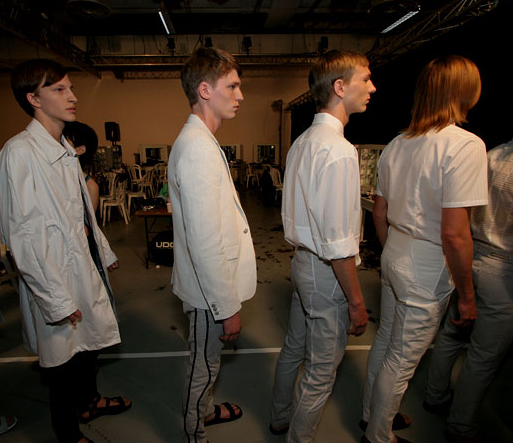
Herfst-wintercollectie 2007 van Raf Simons (backstage)

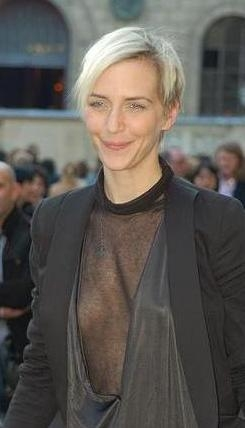
Model Hannelore Knuts.

Vlaanderen is internationaal gerenommeerd op het gebied van mode. De Antwerpse Modeacademie wordt beschouwd als een van de meest prestigieuze mode-opleidingen van Europa.

## Ontwerpers
Sinds het succes van de Antwerpse Zes, de modeontwerpers Walter Van Beirendonck, Ann Demeulemeester, Dries Van Noten, Dirk Van Saene, Dirk Bikkembergs en Marina Yee op de London Fashion Week van 1981, wordt Antwerpen in de modewereld geroemd en de Antwerpse Modeacademie beschouwd als een van de meest prestigieuze van Europa. Alle zes volgden ze les bij Mary Prijot en studeerden ze in het begin van de jaren 80 af aan dit instituut.
Eerstgenoemde van dit sextet, Walter Van Beirendonck, startte een eigen kledinglijn op in 1982 en waagde zich aan de meest uiteenlopende zaken. Zo ontwierp hij het uniformen van het stadspersoneel bij de vuilniskar en wegenwerkendienst, maar ook de kostuums van U2 tijdens de Pop Mart-tour. In 1989 volgde Dries Van Noten het voorbeeld van Van Beirendonk en vestigde hij een eigen zaak in het voormalige Modepaleis te Antwerpen, slechts enkele jaren later kwamen daar reeds showrooms bij in enkele van de belangrijkste modesteden (Parijs, Milaan, Tokio en Hongkong) van de wereld. In 2008 ontving Van Noten de prestigieuze International Award van de Council of Fashion Designers of America. Ook Ann Demeulemeester richtte kort na haar afstuderen een eigen zaak op (BVBA 32). Daarnaast was ze de eerste winnares van de Gouden Spoel (1982). Dirk Bikkembergs maakte vooral furore met zijn militaristische mannenschoenenlijn ('86). In 1989 voegde hij hier een mannenkledingslijn (die hij liet showen door bekende voetballers) aan toe en in 1993 een vrouwenlijn. De band met sport loopt als een rode draad door zijn collectie en in 2003 wordt hij benoemd tot officiële kleermaker van AC Milan. Een jaar later ontving hij de begeerde Oscar della Moda. Marina Yee verwierf faam met haar recyclemode. Zo verzamelt ze tweedehandskleren die ze wereldwijd op rommelmarkten uitzoekt om nieuwe kleren samen te stellen. Dirk Van Saene ten slotte creëert een uiterst eigenzinnige, maar niet-commerciële mode die vooral in Japan op veel bijval kan rekenen. Daarnaast is hij de partner van Van Beirendonck.
Omstreeks diezelfde periode oogst ook Kaat Tilley succes met de collecties die ze ontwerpt voor tal van grote merken. In 1986 start ze haar eerste merkwinkel op in Brussel, later volgden winkels in Parijs (1999) en Antwerpen (2005). Ook benut(te) ze haar creativiteit als kledingontwerpster voor de televisiezenders RTBF, France 2, de muziekgroepen Zap Mama en Madredeus en de film Kruistocht in spijkerbroek.  Anna Heylen, die befaamd is voor haar couturestukken en bruidsjurken, opende in 1998 haar eerste boetiek te Antwerpen. Ze verwierf internationale bekendheid onder andere met haar Dolls Collection, die ze ontwierp in het kader van Antwerpen: Culterele hoofdstad van Europa.  Veronique Branquinho, verwierf bekendheid met haar ontwerpen voor het Italiaanse ledermerk Ruffo Research en handtassenproducent Delvaux. Daarnaast heeft ze drie eigen kledinglijnen en een boetiek te Antwerpen. Ook Kris Van Assche heeft zijn eigen kledinglijn, daarnaast ontwierp hij reeds voor Dior en Yves Saint Laurent. Eveneens erg succesvol is de couturier Stijn Helsen, die zijn modestudies volgde aan L'Instituto Maragoni te Milaan in tegenstelling tot de meeste andere Vlaamse groten. Hij oogstte internationaal succes met zijn maatpak- en andere ontwerpen voor (inter)nationale sterren zoals o.a. Hugh Grant, Robbie Williams, de gebroeders Wauters van Clouseau, Keanu Reeves, Lenny Kravitz en Matt Dillon. Daarnaast werkte hij als freelancer voor modeontwerpster Vivienne Westwood en ontwierp hij voor de prestigieuze merken Valentino en Joseph. Een andere zeer bekende Vlaamse ontwerper is Edouard Vermeulen van modehuis Natan. Zo kleedt hij tal van leden van de Belgische koninklijke familie en ontwierp hij de trouwjurken van de prinsessen Mathilde d'Udekem d'Acoz en Claire. Andere bekende Vlaamse ontwerpers zijn Honorine Deschrijver, Raf Simons, Olivier Theyskens, Cathy Pill, Murielle Scherre, Nicky Vankets, Ann Salens en Joke Houbrechts.

## Modellen
Een van Vlaanderens bekendste modellen is Hannelore Knuts. Ze liep zowat alle grote modeshows en is/was de muze van ontwerpers als Jean-Paul Gaultier en Karl Lagerfeld. Verder was ze het gezicht van exclusieve merken als Chanel, Gucci, Prada en Brioni. Momenteel is ze het uithangbord van Vision by Steff. Ook Anouck Lepere heeft een gedegen reputatie als internationaal model. Zo werkt ze momenteel voor MG Models en is ze het gezicht van de Japanse cosmeticagigant Shiseido. Daarnaast liep ze onder andere modeshows voor lingeriemerk Victoria's Secret. Gesteld wordt dat ze tot de top vijf beste/duurste modellen van de wereld behoort. Astrid Bryan, die "ontdekt" werd tijdens de modellenwedstrijd  Elite Model Look, heeft eveneens een goede internationale reputatie. Zo liep ze modeshows voor Armani, Gucci, Ralph Lauren, John Richmond, Diesel, Gianfranco Ferré en Stella McCartney. Daarnaast verschenen er fotoreportages met haar in onder andere Vogue, Elle, Marie Claire en  Cosmopolitan en stond ze op de cover van modetijdschriften zoals onder andere Elle, P-Magazine, Anna en Grazia en was ze het gezicht van merken als Quicksilver, Levi's, L'Oréal en Nestlé. Een ander zeer bekend Vlaams topmodel is Ingrid Seynhaeve. Ze won de modellenwedstrijd Look of the Year van Elite. Ze werkte mee aan campagnes van merken als Guess?, Nivea, Ralph Lauren, Saks Fifth Avenue en Victoria's Secret en verscheen op de covers van magazines als Amica, Elle en Shape. Tevens verscheen ze in de badpakkenspecial van Sports Illustrated.
Ook Elise Crombez kan op heel wat internationale belangstelling rekenen zo haalde ze meer dan tien keer de cover van zowel de Engelse als de Italiaanse Vogue. Daarnaast was ze het gezicht van merken als Prada, Jil Sander, Ralph Lauren en Helmut Lang. In 2003 was ze het gezicht van H&M. Verder liep ze modeshows voor Giorgio Armani, Jean-Paul Gaultier, Calvin Klein en Dior (ontwerper: John Galliano). In 2002 stond ze in de top vijf van de meest gevraagde modellen ter wereld. Een ander bekend topmodel is Ingrid Vandebosch die onder andere voor Christian Dior werkte. Ze verscheen in modebladen zoals Marie Claire, Elle, Vogue en Glamour. In 2008 was ze te zien in de badpakken special van Sports Illustrated. Ook Jessica Van Der Steen, het huismodel van Victoria's Secret, sierde reeds tal van covers, onder andere die van de Nederlandstalige Elle, de Duitstalige Cosmopolitan, het Franse magazine Votre Beauté en de Vlaamse Ché. Daarnaast is ze een vaste waarde in de badpakkenspecial van Sports Illustrated. Ook Marie Vandecaveye is een geroemd internationaal model. Zo deed ze onder andere een campagne voor Chanel, advertenties voor Donaldson's, Margarett Howell, Natan en TopShop en modeshows voor onder meer Prada, Chanel, Fendi en DKNY. Ze was ook te zien in tijdschriften zoals Elle, Marie Claire en Vogue.
Ellen Petri (miss België 2004) is tot op heden de succesvolste Vlaamse deelneemster van Miss World. Ze won er twee prijzen: de Top Fashion Designer Award voor haar jurk, een creatie van couturier Nicky Vankets, en ook de Miss Cyber Press Award als meest fotogenieke deelneemster. Ze sierde onder andere de covers van Ché, P-Magazine, Menzo en Maxim. Angelina Saey werd beroemd als het tijgermeisje op de verpakking van het sigarettenmerk Tigra. Ze gold als een van de sekssymbolen van de jaren 50 en 60. Een van de eerste topmodellen in Vlaanderen was Pascale Naessens die modeshows liep in onder andere Parijs, Milaan, Madrid, Hongkong, China en Tokio. Na vijf jaar internationaal modellenwerk gooide ze echter het roer om en werd presentatrice bij VTM. Andere (voornamelijk lokaal) bekende Vlaamse modellen zijn Ann Van Elsen, Brigitta Callens, Véronique De Kock, Phaedra Hoste en Dagmar Liekens.

## Instituten
Het Flanders Fashion Institute (FFI), een dochteronderneming van de vzw Flanders DC die in 1989 werd opgericht, heeft als doel het ondernemerschap in de mode-wereld in Vlaanderen te promoten en ontwerpers te sensibiliseert rond zakelijke onderwerpen. Daarnaast heeft de vzw als doel de Vlaamse mode nationaal en internationaal te promoten. Daarnaast telt Vlaanderen twee modemuseums, MoMu te Antwerpen en het MMH te Hasselt. In het secundair onderwijs zijn er twee modeopleidingen, met name de TSO-richting creatie en vorming en de BSO-richting moderealisatie en -verkoop, daarnaast is er de internationaal gereputeerde Antwerpse Modeacademie, die deel uitmaakt van de Artesis Hogeschool Antwerpen. De verschillende scholen richten samen met de sector het platform modeonderwijs.be.

## Modebladen
Vlaanderen kent geen specifieke modebladen, wel hebben enkele Nederlandse uitgaven van de wereldwijde modetijdschriften een Vlaamse editie. Deze bladen zijn: Marie Claire, Elle en L'Officiel. Daarnaast besteden tal van dag-, week- en maandbladen (o.a. Feeling, Libelle, Flair, De Morgen Magazine, Weekend Knack) aandacht aan dit onderwerp.